# 2010 (album)
2010 – pierwszy studyjny album grupy Pokój z Widokiem na Wojnę wydany 10 maja 2010 roku. 

## Lista utworów
Źródło.
| Nr. | Tytuł                       | Wykonawcy                             | Produkcja                       | Czas |
| --- | --------------------------- | ------------------------------------- | ------------------------------- | ---- |
| 1   | "Intro"                     | Juras                                 | Szczur                          | 0:43 |
| 2   | "Wojna o pokój"             | Juras, Koras, Sokół                   | Fate, cuty: Dj Steez            | 5:18 |
| 3   | "Rób swoje"                 | Juras                                 | Fate                            | 3:47 |
| 4   | "Przyznam"                  | Juras, Koras                          | JB                              | 2:37 |
| 5   | "Michałki i kasztanki"      | Juras                                 | Czarny HIFI                     | 3:10 |
| 6   | "Orient"                    | Koras                                 | J Cook, cuty: DJ Deszczu Strugi | 4:14 |
| 7   | "Skit"                      | Juras, Dawid                          | Czarny HIFI                     | 2:08 |
| 8   | "Ramię w ramię"             | Juras, Koras, Sokół                   | WDK                             | 4:16 |
| 9   | "Gra pozorów"               | Juras                                 | Mijala, cuty: DJ. B             | 3:29 |
| 10  | "Kiedy jak nie dziś?"       | Koras, Juras                          | Yogoorth                        | 4:04 |
| 11  | "Alchemia rapu"             | Juras, Pono                           | Fate                            | 3:42 |
| 12  | "Pokonaj strach"            | Juras, Koras                          | Szczur                          | 3:27 |
| 13  | "Moja pasja"                | Juras, Ero                            | Max Chorny                      | 2:57 |
| 14  | "Młody Polak"               | Juras, Koras                          | Bob Air                         | 4:31 |
| 15  | "Bohaterka"                 | Juras                                 | Olas                            | 3:08 |
| 16  | "Pokój z widokiem na wojnę" | Juras, Koras, Sokół, Marysia Starosta | Szczur                          | 4:39 |
| 17  | "Tajemnica szczęścia"       | Juras                                 | Fate                            | 3:03 |

- Utwór "Tajemnica szczęścia" to rapowana wersja fragmentu książki "Alchemik" Paulo Coelho.